# Andoni Gorosabel
Andoni Gorosabel Espinosa (Mondragón, 4 agosto 1996) è un calciatore spagnolo di origine basca, difensore dell'Athletic Bilbao.

## Caratteristiche tecniche
È un terzino destro.

## Carriera
Nato a Mondragón, è cresciuto nel settore giovanile di Aretxabaleta e Real Sociedad.
Dal 2014 al 2017 viene ceduto in prestito a Beasain, Real Sociedad C, dove accumula esperienza nelle serie inferiori del calcio spagnolo.
Rientrato alla base, trascorre la stagione 2017-2018 principalmente con il Real Sociedad B, riuscendo comunque ad esordire con la prima squadra il 21 settembre in occasione dell'incontro di Liga perso 3-0 contro il Levante.
Il 5 dicembre 2017 rinnova il contratto con il club basco fino al 2021.

## Palmarès

### Competizioni nazionali
- Coppa di Spagna: 1

Real Sociedad: 2019-2020